# Pedicularis verticillata
Pedicularis verticillata és una espècie de planta dins l'ordre Lamials que es troba a Alaska, Nord-oest del Canadà, i a la Xina a altituds de 2100-4400 m.

## Descripció
Aquesta planta és perenne i fa de 15 a 35 cm d'alt. Les seves tiges són erectes. Els seus pecíols fan 3 cm i les fulles són oblongues lanceolades de 2,5 cm de llargada. La seva inflorescència és densa amb les flors acolorides. El fruit és una càpsula.